# Disconectes madseni
Disconectes madseni är en kräftdjursart som först beskrevs av Wolff 1956.  Disconectes madseni ingår i släktet Disconectes och familjen Munnopsidae.
Artens utbredningsområde är havet kring Nya Zeeland. Inga underarter finns listade i Catalogue of Life.